# Dschambulat Olegowitsch Dulajew
Dschambulat Olegowitsch Dulajew (russisch Джамбулат Олегович Дулаев; * 18. Oktober 1998) ist ein russischer Fußballspieler.

## Karriere
Dulajew begann seine Karriere bei Alanija Wladikawkas. Zur Saison 2014/15 rückte er in den Kader der ersten Mannschaft von Alanija. In der Saison 2014/15 kam er zu sechs Einsätzen in der Perwenstwo PFL. Im Februar 2016 wechselte er in die Jugend des FK Rostow. Nach drei Jahren in der Rostower Jugend wechselte er im Januar 2019 zum unterklassigen Olimp Chimki. Mit Olimp stieg er zu Saisonende in die PFL auf. In der Saison 2019/20 kam er bis zum COVID-bedingten Saisonabbruch zu 15 Drittligaeinsätzen.
Zur Saison 2020/21 wechselte Dulajew zu Maschuk-KMW Pjatigorsk. Für Maschuk-KMW kam er in seiner ersten Saison 26 Einsätzen, in denen er achtmal traf. In der Saison 2021/22 erzielte er bis zur Winterpause 13 Tore in 16 Einsätzen in der PFL. Im Februar 2022 wechselte der Angreifer zum Zweitligisten FK Olimp-Dolgoprudny. Dort gab er im März 2022 sein Debüt in der Perwenstwo FNL. Bis Saisonende machte er fünf Zweitligaspiele, Olimp-Dolgoprudny löste sich aber nach Saisonende auf.
Daraufhin wechselte Dulajew zur Saison 2022/23 zur drittklassigen Reserve des FK Chimki. Im Oktober 2022 gab er gegen den FK Dynamo Moskau sein Debüt für die Profis von Chimki in der Premjer-Liga. Bis Saisonende kam er zu drei Einsätzen in der Premjer-Liga, aus der er mit Chimki zu Saisonende aber abstieg. Anschließend verließ er den Verein nach der Saison 2022/23 wieder.